# Политический клуб «Экогласность»
Политический клуб «Экогласность»  (болг. ПК Екогласност) — политическая партия в Болгарии (сокращённо Экогласность (болг. ПК Екогласност). Придерживается левоцентристской позиции, выступает за защиту окружающей среды, против захоронения радиоактивных отходов, против строительства АЭС.
Создан в марте 1990 года, официально зарегистрирован 23 апреля 1990 года. Партия создана на основе ранее существовавших организаций Независимая ассоциация «Экогласность» и Комитет спасения города Русе. Основатели партии были тесно связаны с Партией Зелёных. На прошедших в том же году выборах в Народное собрание Болгарии партия, шедшая по списку Союза демократических сил, получила 17 мест в парламенте. 15 депутатов от партии в 1991 году подписали новую Конституцию Болгарии.
В 37-е Национальное собрание по результатам выборов партия получила представителей в парламенте, а также смогла выдвинуть своего представителя — Георгия Георгиева — на пост министра по делам окружающей среды. Принимала активное участие в выборах 2005 года, нередко входит в коалиции с другими партиями. По результатам выборов в парламент вошёл один депутат от партии — её председатель, Эмиль Георгиев. Входит в коалицию с БСП.